# Y
Y, y là chữ cái thứ 25 trong phần nhiều chữ cái dựa trên Latinh và là chữ thứ 29 và cuối cùng trong chữ cái tiếng Việt. Y còn có tên khác là "i gờ-rét", phiên âm từ tiếng Pháp "i grec" có nghĩa là "i  Hy Lạp" do liên tưởng tới chữ Upsilon của bảng chữ cái Hy Lạp.
Trong tiếng Việt, chính tả mặc định nếu vần IÊ không có phụ âm đứng trước thì chữ I sẽ chuyển thành chữ Y. Ví dụ như yêu kiều là đúng chính tả, còn iêu kyều, iêu kiều, yêu kyều là sai chính tả.
- Trong Hoá Học, Y là ký hiệu cho nguyên tố Ytri (Yttrium Z = 39).